# Перша київська гімназія
50°26′38″ пн. ш. 30°30′50″ сх. д. / 50.444° пн. ш. 30.514° сх. д.

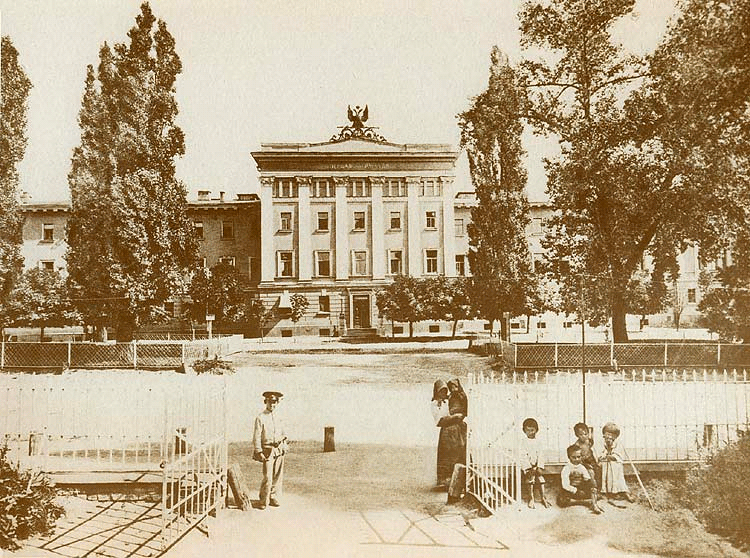
Перша Київська гімназія. Фото кінця XIX ст.

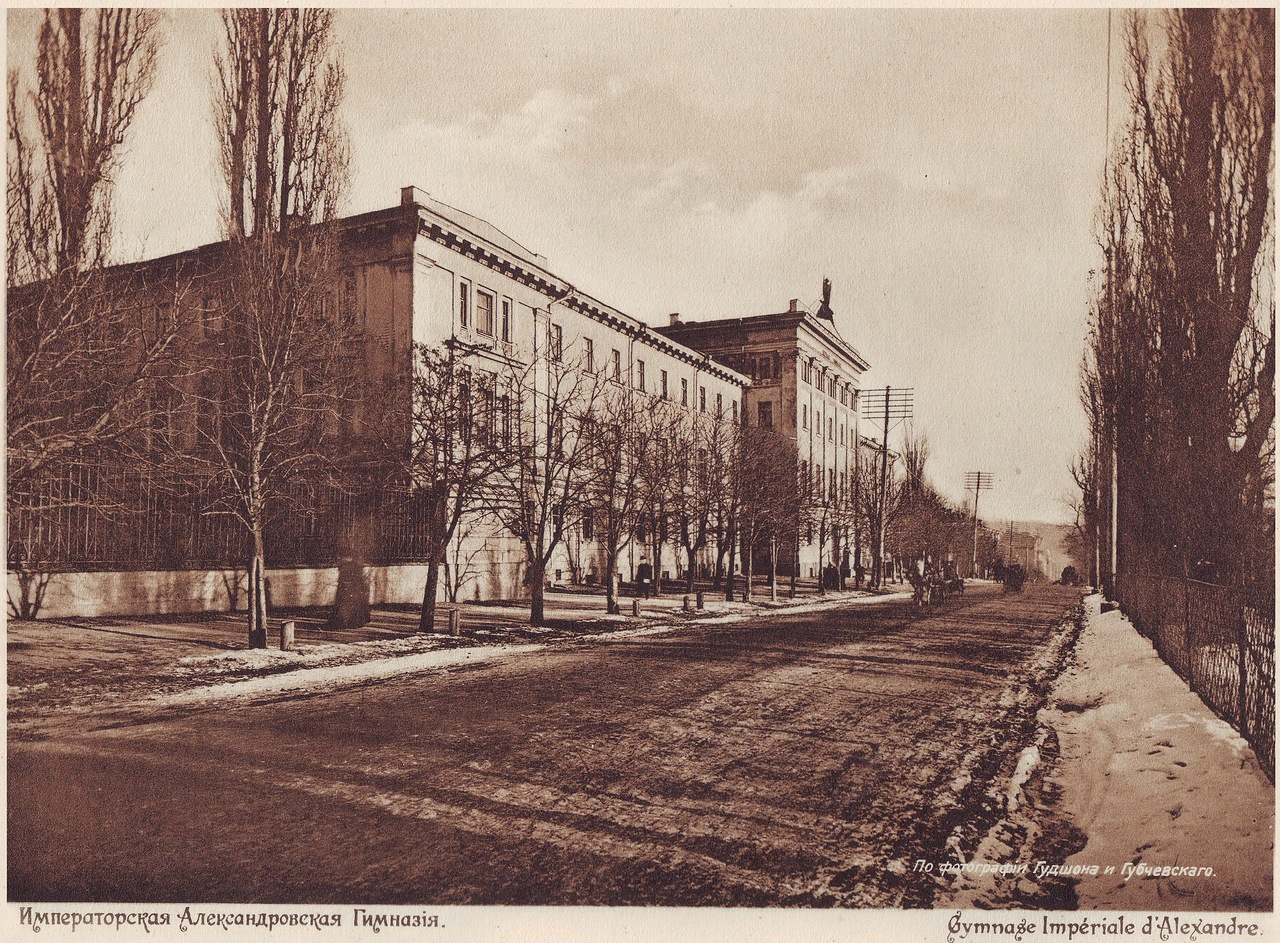
Перша Київська гімназія, 1910-ті

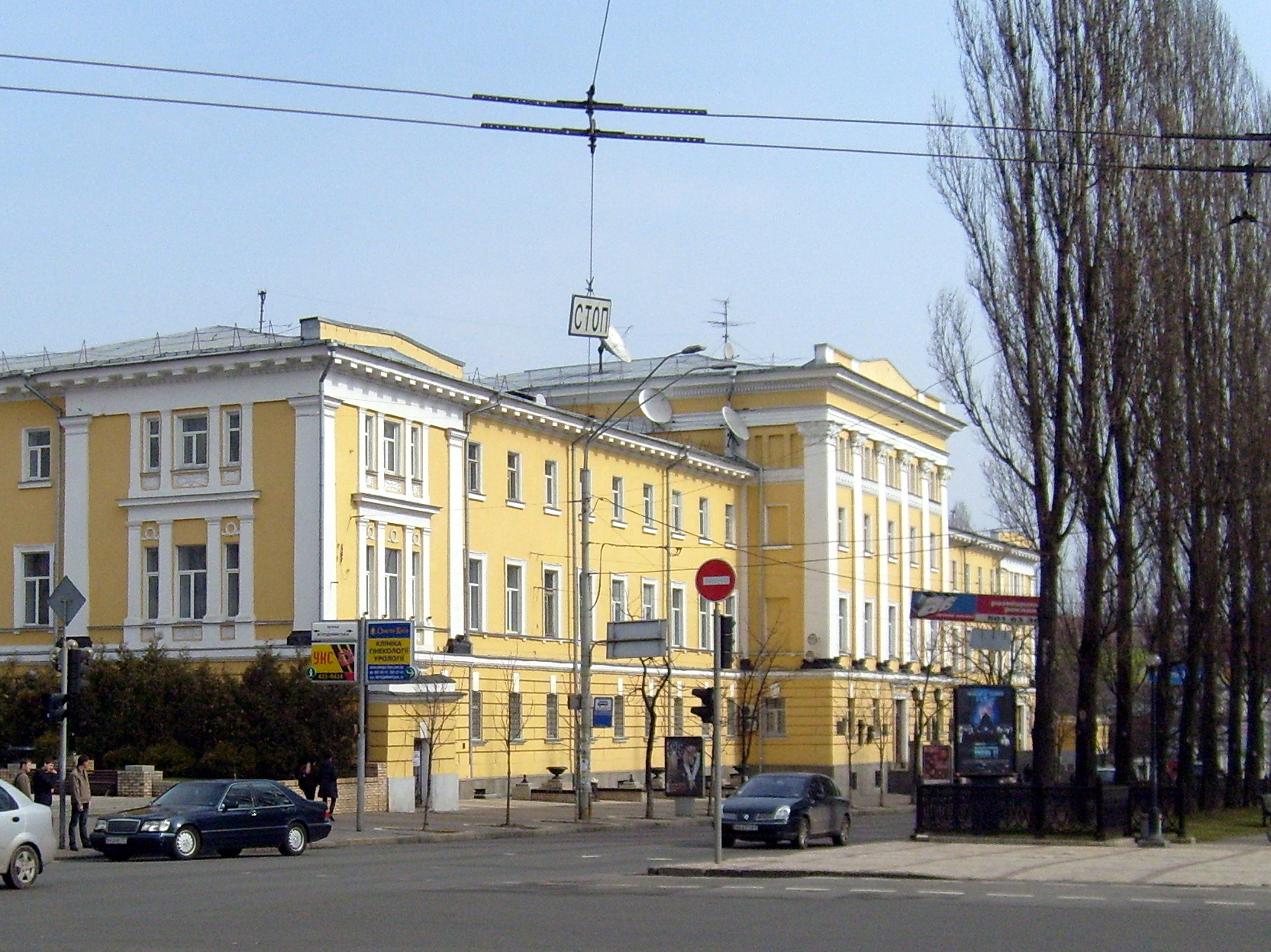
«Жовтий корпус» університету, колишня Перша Київська гімназія (2007)

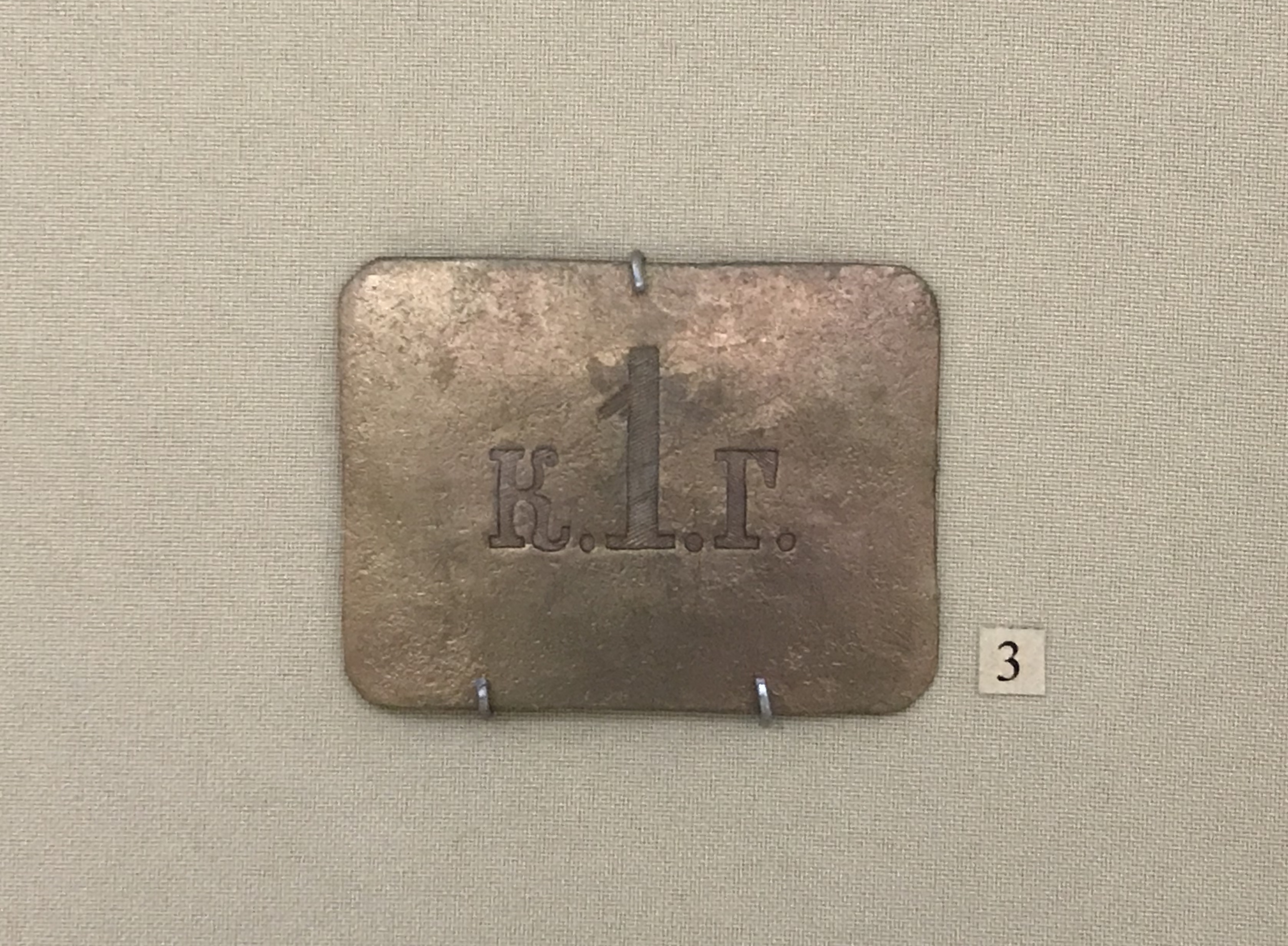
Пряжка учня Першої Київської гімназії, XIX ст. Національний музей історії України, Київ

Перша київська гімназія, Перша чоловіча гімназія, Олександрівська імператорська гімназія — середній загальноосвітній заклад, заснований в 1809 в Києві на базі Головного народного училища. З 1811 року — вищий навчальний заклад.

## Історія
Заснована в 1809 відповідно до шкільної реформи 1804 року, за якою Головні народні училища було переформовано в гімназії. Особливим статутом 13 жовтня 1811 року вона була віднесена до вищих навчальних закладів. Ця дата вважалася датою заснування гімназії. Того ж року гімназія переїхала з Подолу у Кловський палац. Її викладачами були М. Ф. Берлинський (до 1834 — директор), М. І. Костомаров. Серед вихованців — художник М. М. Ге, історик М. В. Закревський (автор праці «Опис Києва», 1868), економіст М. Х. Бунге, поет М. В. Гербель, скульптор П. П. Забіла (Забелло), історик літератури М. І. Стороженко, український мовознавець В. О. Розов.
У 1857 гімназія переїхала у спеціально для неї збудоване приміщення на Бібіковському бульварі (нині бульвар Тараса Шевченка), № 14 (1850—1852 рр., споруджене за проєктом архітектора О. В. Беретті).
З 1874 стала «класичною» та отримала ім'я «Олександрівська» на честь імператора Олександра ІІ.
Тут навчалися юристи, ректор університету святого Володимира Микола Цитович, професор Київського університету О. В. Романович-Славатинський та Олексій Гольденвейзер; майбутній радянський нарком освіти А. В. Луначарський (1886—1895), анархіст Дмитро Богров, політичний, громадський, культурний і науковий діяч Шульгин Олександр Якович, археолог і краєзнавець Сергій Гамченко, географ і педагог Леонтій Синицький, поети-неокласики Микола Зеров та Юрій Клен, письменники М. О. Булгаков (1901—1909), К. Г. Паустовський (1904—1912), Сергій Пилипенко, біологи, брат Михайла Булгакова, Микола Булгаков, Лев Шелюжко та Іван Шмальгаузен, авіаконструктор Ігор Сікорський, художник Вадим Меллер, академіки Є. В. Тарле, О. О. Богомолець (закінчив 1900), режисер і педагог І. П. Чужой (справжнє прізвище — Кожич), художник В'ячеслав Левандовський, співак Олександр Вертинський, фольклорист і хоровий диригент Олександр Рубець, історик Іван Линниченко, підприємець Михайло Терещенко, актор Іван Берсенєв, історик Олександр Лашкевич, історик Лев Дейч та інші.
У 1909-1914 (а можливо і пізніше) тут викладав відомий київський диригент, композитор, музичний педагог чеського походження Коль Йосип Якович.
Окремі епізоди громадянської війни, пов'язані з подіями, що відбувалися в гімназії, знайшли своє відображення в романі «Біла гвардія» та п'єсі «Дні Турбіних» М. О. Булгакова.
У 1911, з нагоди 100-річчя від дня заснування, гімназію було перейменовано на Імператорську Олександрівську. У будинку гімназії розташовувалася «казенна» квартира попечителя навчального округу, яку свого часу займав український хірург і педагог Микола Пирогов.
Після більшовицького перевороту 1917 року в будівлі гімназії розміщувалися наркомат просвіти, з 1920 року — Всенародна бібліотека України, окремі кафедри Академії наук, після Другої світової війни — академічні інститути історії, археології, літератури, мовознавства та інші установи. Про цей час нагадують меморіальні дошки на честь українських науковців Сергія Єфремова, Івана Огієнка, Дмитра Чижевського.
З 1959 року тут розташований Гуманітарний корпус Київського університету імені Т. Шевченка (так званий «Жовтий корпус»).

## Директори
- 1811—1819 — надвірний радник Яків Семенович Мишковський
- 1819—1835 — статський радник Григорій Андрійович Петров
- 1835—1844 — колезький радник Олександр Григорович Петров
- 1844—1857 — статський радник Олександр Петрович Любимов
- 1857—1862 — д.с.с. Деллен Александер Людвіг (Олександр Людвігович)
- 1862—1886 — дійсний статський радник Олексій Хомич Андріяшев
- 1886 — д.с.с. Михайлов Олександр Васильович
- 1887—1890 — д.с.с. Андріяш Олексій Хомич
- 1891 — (та. про.) С. С. Старков Олексій Васильович
- 1892—1903 — С. С. (д.с.с. з 1902-03 р.) Посадський-Духівський Іван Васильович
- 1903—1907 — С. С. Безсмертний Євген Адріанович
- 1907—1909 — д.с.с. Немолодишев Василь Арсенійович
- 1909—1919 — д.с.с. Стороженко Микола Володимирович

## Відомі викладачі
- Андрієвський Олексій Олександрович (1886 —1896)
- Володимир Антонович (роки життя 1834—1908) — у 1861 році викладав (професор) латину.
- Берлинський Максим Федорович (1834 року був призначений інспектором гімназії)
- Бодянський Павло Миколайович (1911-1917 – директор Третьої київської гімназії)
- Екземплярський Василь Ілліч
- Костомаров Микола Іванович
- Микола Лятошинський (батько композитора), історик
- Мурашко Микола Іванович
- Палієнко Іван Степанович — вчитель математики, інспектор
- Петр В'ячеслав Іванович — вчитель давніх мов
- Селіханович Олександр Брониславович
- Субоч Володимир Фадеєвич, латиніст
- Станіслав Трабша, латиніст
- Черкунов Микола Трохимович

### Спогади
- Барановский Н. Я. Из школьных воспоминаний о Киеве.- КС 1884, т. 8, № 3, с. 498—505. (1840-і роки. Перша київська гімназія. Умови життя в пансіоні. Вихователі. Вчителі. Інспектор М. М. Могилянський. Попечитель Київського навчального округу А. С. Траскін.)
- Ге Н. Н. Киевская первая гимназия в сороковых годах. — В кн.: Сборник в пользу недостаточных студентов Университета св. Владимира. СПб., 1895, с. 52-65. (Підготовка до вступу в гімназію в приватному пансіоні Гедуана. Гімназія та пансіон при ній. Директор А. Г. Петров. Вчителі, наглядачі. Педагогічна діяльність М. І. Костомарова. Відносини між учнями).
- Михневич В. О. Школьные типы 50-х годов.- Родная Рубец А. И. Воспоминания.- В кн.: Столетие Киевской первой гимназии. Т. 3. Ч. 2. Киев, 1911, с. 536—593.Школа, 1894, т. 1, № 3, с. 29-40; № 4, с. 24-34. (Міхневич Володимир Осипович (1841—1899), журналіст. Характеристика учнів. Діяльність М. І. Пирогова на посаді попечителя Київського навчального округу).
- Паустовский К. Повесть о жизни. — Москва, 1966.
- Рубец А. И. Воспоминания.- В кн.: Столетие Киевской первой гимназии. Т. 3. Ч. 2. Киев, 1911, с. 536—593. (1853—1858. Будівля Першої київської гімназії. Пансіони для гімназистів. Умови життя, режим. Навчання. Характеристика педагогів та учнів. Видання учнівського журналу. Захоплення гімназистів театром).
- Ясенский Ц. С. Воспоминания.- В кн.: Столетие Киевской первой гимназии. Т. 1. Киев, 1911, с. 432—433.

### Історичні огляди
- Столетие Первой киевской гимназии (1809—1811 — 1911). — Т. 1, 2. — Київ, 1911.
- Лобачевский А. В. Исторический очерк Свято-Николаевской домовой церкви Киевской 1-ой гимназии. — Київ, 1911.